# Arrondissements du Nord

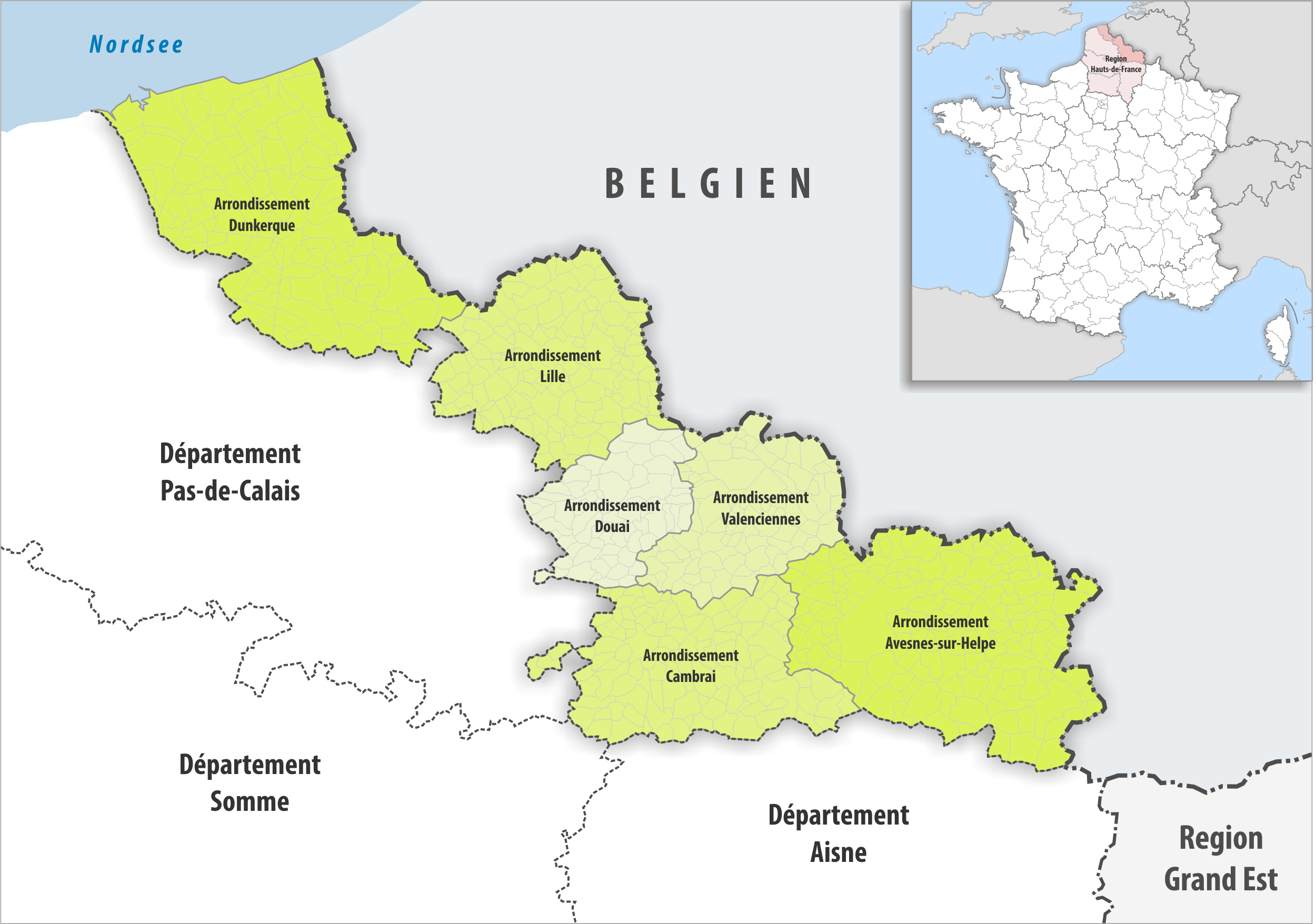
Les arrondissements du département du Nord en 2019.

Le département du Nord comprend six arrondissements.

## Composition
| Nom                                | Code Insee | Superficie (km2) | Population (dernière pop. légale) | Densité (hab./km2) | Modifier             |
| ---------------------------------- | ---------- | ---------------- | --------------------------------- | ------------------ | -------------------- |
| Arrondissement d'Avesnes-sur-Helpe | 591        | 1 407,50         | 224 325 (2022)                    | 159                | modifier les données |
| Arrondissement de Cambrai          | 592        | 901,60           | 158 302 (2022)                    | 176                | modifier les données |
| Arrondissement de Douai            | 593        | 476,60           | 245 007 (2022)                    | 514                | modifier les données |
| Arrondissement de Dunkerque        | 594        | 1 442,70         | 371 940 (2022)                    | 258                | modifier les données |
| Arrondissement de Lille            | 595        | 879,50           | 1 267 099 (2022)                  | 1 441              | modifier les données |
| Arrondissement de Valenciennes     | 596        | 634,80           | 350 236 (2022)                    | 552                | modifier les données |
| Nord                               | 59         | 5 743,00         | 2 616 909 (2022)                  | 456                | modifier les données |

## Histoire
- 1790 : création du département du Nord avec huit districts : Avesnes, Bergues, Cambray, Douay, Hazebrouck, Lille, Le Quesnoy et Valenciennes.
- 1800 : les districts sont remplacés par des arrondissements et leur nombre est ramené à six : Avesnes, Bergues, Cambrai, Cassel, Douai et Lille (arrêté du 17 ventôse an VIII).
- 1803 : déplacement de la sous-préfecture de Bergues à Dunkerque (décret du 3 thermidor an XI).
- 1824 : création de l'arrondissement de Valenciennes par division de celui de Douai (Ordonnance royale du 21 juillet 1824).
- 1857 : déplacement de la sous-préfecture de Cassel à Hazebrouck.
- 1926 : suppression de l'arrondissement d'Hazebrouck qui est fusionné dans celui de Dunkerque (loi du 26 septembre 1926).

## Arrondissements et identités locales

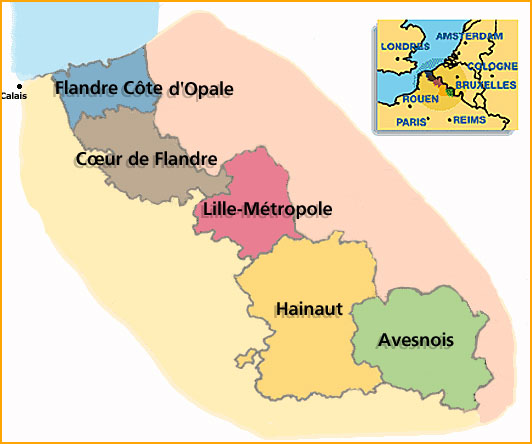
Les « pays du Nord » selon la définition du Comité départemental du tourisme

La subdivision du département du Nord en arrondissements, dont la vocation est essentiellement administrative, ne correspond pas à proprement parler à un découpage selon des entités identitaires ou historiques qui auraient été bien établies et clairement délimitées.
Toutefois on peut remarquer sur la carte des « pays du Nord » ci-contre établie par le Comité départemental du tourisme que certaines frontières d'arrondissement représentent un peu plus qu'un concept purement administratif puisqu'elles sont reprises en partie comme frontières de ces pays. À noter que parmi les « pays » que distingue ce comité, on retrouve aussi l'ancien arrondissement de Cassel et d'Hazebrouck qui a été supprimé en 1926 mais dont la zone géographique est toujours identifiée de nos jours sous l'appellation « cœur de Flandre ».
Les limites du département du Nord correspondent sensiblement à celles de la province de Flandre française d'avant la Révolution (qui fut rattachée définitivement à la France par le traité d’Aix la Chapelle en 1668), laquelle pouvait elle-même être divisée en quatre provinces : la Flandre maritime, la Flandre wallonne, le Hainaut et le Cambrésis. Les arrondissements actuels constituent l'échelon géographique qui de nos jours se rapproche le plus de ces dernières provinces.
L'arrondissement de Dunkerque correspond à la Flandre maritime, ceux de Lille et de Douai correspondent peu ou prou à la Flandre wallonne, celui de Cambrai grosso modo au Cambrésis et ceux de Valenciennes et d'Avesnes-sur-Helpe approximativement à la partie française du Hainaut, dont le pays Avesnois.